# Émile Coderre
Œuvres principales
Quand j'parl' tout seul; J'parle tout seul quand Jean Narrache
Émile Coderre (né 10 juin 1893 à Montréal, décédé le 6 avril 1970 à Montréal) est un pharmacien et écrivain québécois. Surtout connu comme poète, il a écrit sous le pseudonyme de Jean Narrache. Il était membre de l'École littéraire de Montréal.

## Biographie
Il a étudié au Séminaire de Nicolet et à l'École de pharmacie de l'Université de Montréal.
Le comédien René Caron a souvent prêté sa voix aux contes de Jean Narrache. Diffusé particulièrement autour de Noël par Radio-Canada.
Sa sépulture est située dans le Cimetière Notre-Dame-des-Neiges, à Montréal.

## Archives
Le fonds d'archives de Jean Narrache est conservé au centre d'archives de Montréal de Bibliothèque et Archives nationales du Québec.

## Listes des œuvres
Recueils de poésie
- Les Signes sur le sable : poésies, 1922
- J'parl' tout seul quand, 1932
- Histoires du Canada : vies ramanchées, 1937
- J'parl'pour parler... poésies, 1939
- Bonjour, les gars! vers ramanchés et pièces nouvelles, 1948
- J'parle tout seul quand Jean Narrache, 1961
- Jean Narrache chez le diable, 1963

Émissions radiophoniques
- Les Rêveries de Jean Narrache, 1940
  - « Le Parc Sohmer »
  - « Les Pique-niques »
  - « À travers le vieux Québec »
  - « Nos premiers radios »
  - « Les Vieux théâtres ; l'Instruction »
  - « Les Déménagements »

## Hommage
- Un petit parc avec une aire de jeux a été inauguré en son honneur, situé sur la rue Saint-Timothée (entre les rues Ontario & Sherbrooke Est) à Montréal.
- Une rue a été nommée en son honneur, en 1986, dans la ville de Québec.